# Batkovići (Čajniče, BiH)
Batkovići su naseljeno mjesto u općini Čajniču, Republika Srpska, BiH. Nalaze se kod gornjeg toka Suhodanjske rijeke, zapadno od izvora Atime i Batovke, južno od izvora rijeka Krvnice i Mosora. Istočno je Hoćvski potok.
Godine 1985. pripojena su im naselja Dardagani, Mahrevići, Tokovići i Žune (Sl.list SRBiH, br.24/85).

## Stanovništvo
| Narod     | Popis 1961. | Popis 1971. | Popis 1981. | Popis 1991. |
| --------- | ----------- | ----------- | ----------- | ----------- |
| Hrvati    | 1           |             |             |             |
| Muslimani | 15          | 10          | 4           | 25          |
| Srbi      | 71          | 52          | 27          | 125         |
| ostali    |             | 2           |             | 2           |
| Ukupno    | 87          | 64          | 31          | 152         |